# Kanyiriri
Kanyiriri är ett periodiskt vattendrag i Burundi.   Det ligger i provinsen Bururi, i den sydvästra delen av landet, 90 kilometer söder om huvudstaden Bujumbura.
Omgivningarna runt Kanyiriri är en mosaik av jordbruksmark och naturlig växtlighet. Runt Kanyiriri är det ganska tätbefolkat, med 222 invånare per kvadratkilometer.